# У випадку вбивства набирайте «М»
«У випадку вбивства набирайте „М“» (англ. Dial M for Murder) — фільм короля трилерів і жахів Альфреда Гічкока, знятий у 1954 році за мотивами п'єси Фредеріка Нотта. На 1 березня 2024 року фільм займав 163-ту позицію у списку 250 кращих фільмів за версією IMDb.
Український переклад зробила студія «Цікава ідея» на замовлення «Гуртом»..

## Сюжет
Колишній тенісист Тоні Вендіс звик жити на широку ногу. Тому коли він дізнається, що його багата дружина Марго завела роман з письменником Марком Голлідеєм, від розпачу Тоні вирішує раз і назавжди позбавитися від Марго. Він запрошує в гості Свона, свого давнього приятеля з коледжу, й, шантажуючи його, примушує погодитися вбити Марго. У намічений час Свон з'являється на місці вбивства, але раптом плани йдуть шкереберть…

## У ролях
- Рей Мілленд — Тоні Вендіс
- Грейс Келлі — Марго Вендіс
- Роберт Каммінгс — Марк Голлідей
- Джон Вільямс — старший інспектор Хаббард
- Ентоні Доусон — Чарльз Олександр Свон / капітан Лесгейт

## Знімальна група
- Режисер: Альфред Гічкок
- Сценарій: Фредерік Нотт
- Продюсер: Альфред Гічкок
- Оператор: Роберт Беркс
- Художники: Едвард Каррере, Джордж Джеймс Гопкінс
- Композитор: Дмитро Тьомкін
- Монтаж: Руді Фер
- Костюми: Мосс Мабрі

## Цікаві факти
- Камео режисера — на фотографії з зустрічі випускників (одне з найбільш непомітних камео Гічкока).
- Це не перша екранізація популярної п'єси Фредеріка Нотта. Перша вийшла на телебаченні двома роками раніше. Пізніше п'єса пройшла ще не через одну екранну адаптацію — особливо варто відзначити радянський варіант під назвою «Помилка Тоні Вендіса» (1981) і стрічку Ендрю Девіса «Ідеальне вбивство» (1998), де головний герой став мільйонером, якого не хвилює фінансовий аспект, він просто мститься дружині за те, що вона його зрадила.
- Це перший стереоскопічний фільм Гічкока.
- На початку фільму героїня Грейс Келлі з'являється у світлому вбранні. З розвитком подій п'єси колір її суконь поступово тьмяніє.
- Фільм знятий лише за 36 днів, що досить швидко для Гічкока.[2]